# سولنچنی (سرزمین آلتای)
سولنچنی (به لاتین: Solnechny) یک منطقهٔ مسکونی در روسیه است که در سرزمین آلتای واقع شده‌است.